# Eugene Fodor
Eugene Fodor (* 5. März 1950 in Denver; † 26. Februar 2011 in Arlington County) war ein US-amerikanischer Violinist.

## Leben und Karriere
Fodor studierte bei renommierten Professoren wie Ivan Galamian, Josef Gingold und Jascha Heifetz an verschiedenen Universitäten wie der Juilliard School in New York oder der University of Southern California in Los Angeles. Fodor gewann zahlreiche nationale und internationale Wettbewerbe, wie den internationalen Premio Paganini 1972 oder den Tschaikowski-Wettbewerb im Jahre 1974.

## Diskografie
- 1996: Johannes Brahms, Complete Sonatas for Violin & Piano
- 2000: Symphony espagnole / Violin Concerto
- 2001: Nielsen Violin Concerto
- 2001: Instrument of the Angels
- 2002: Love Fodor Style